# 情報カード

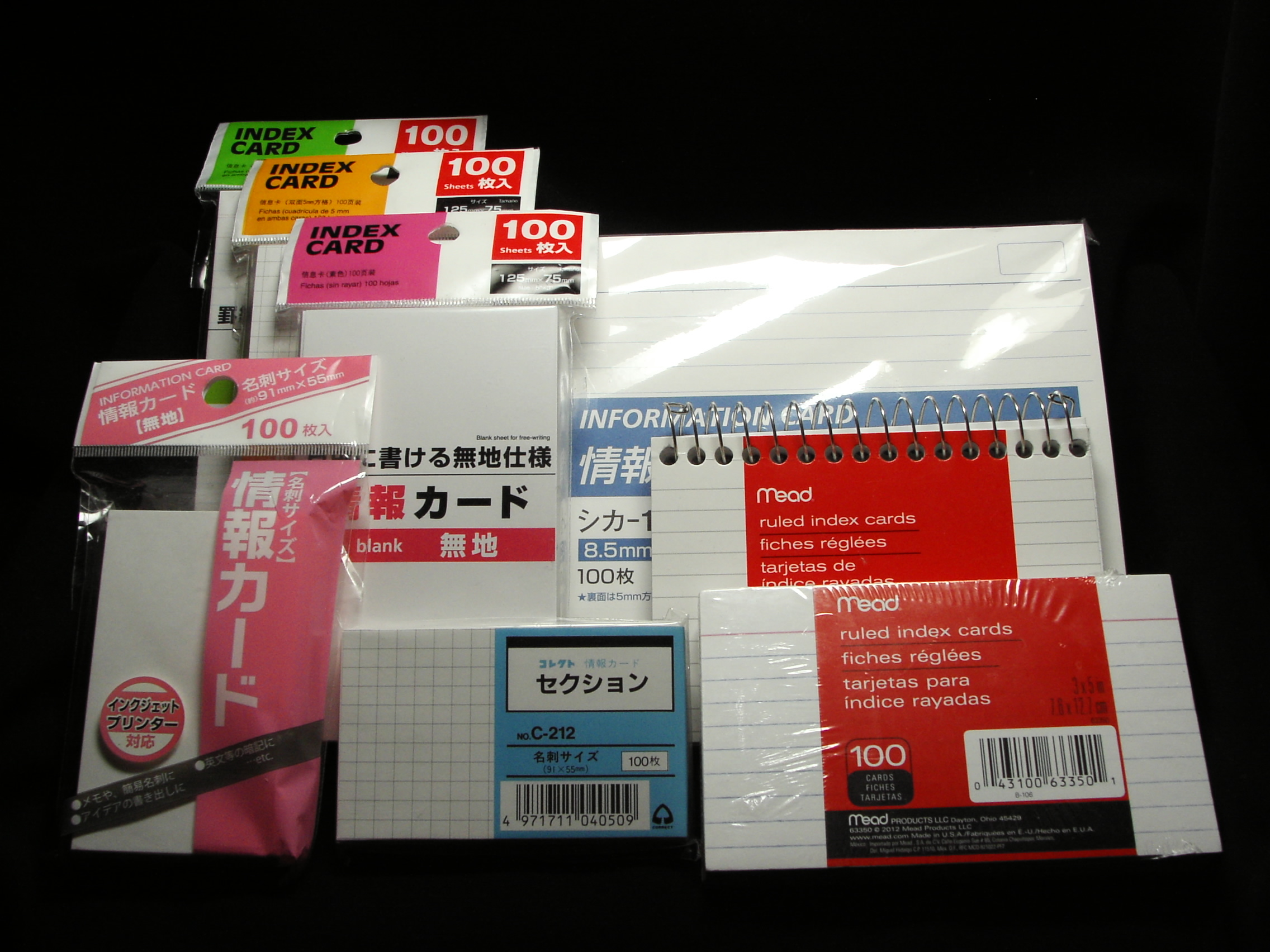
日本で販売されている情報カードの一例

情報カード（じょうほうカード、英:index card, 豪:system card）とは、継続的な蓄積を目的として情報を記録する、一定寸法に裁断された厚手の紙片のこと。カード型データベースの構築に用いる。
記録する情報の種類や用途により、「住所録カード」や「図書（目録）カード」、「文献カード」や「研究カード」とも称される。

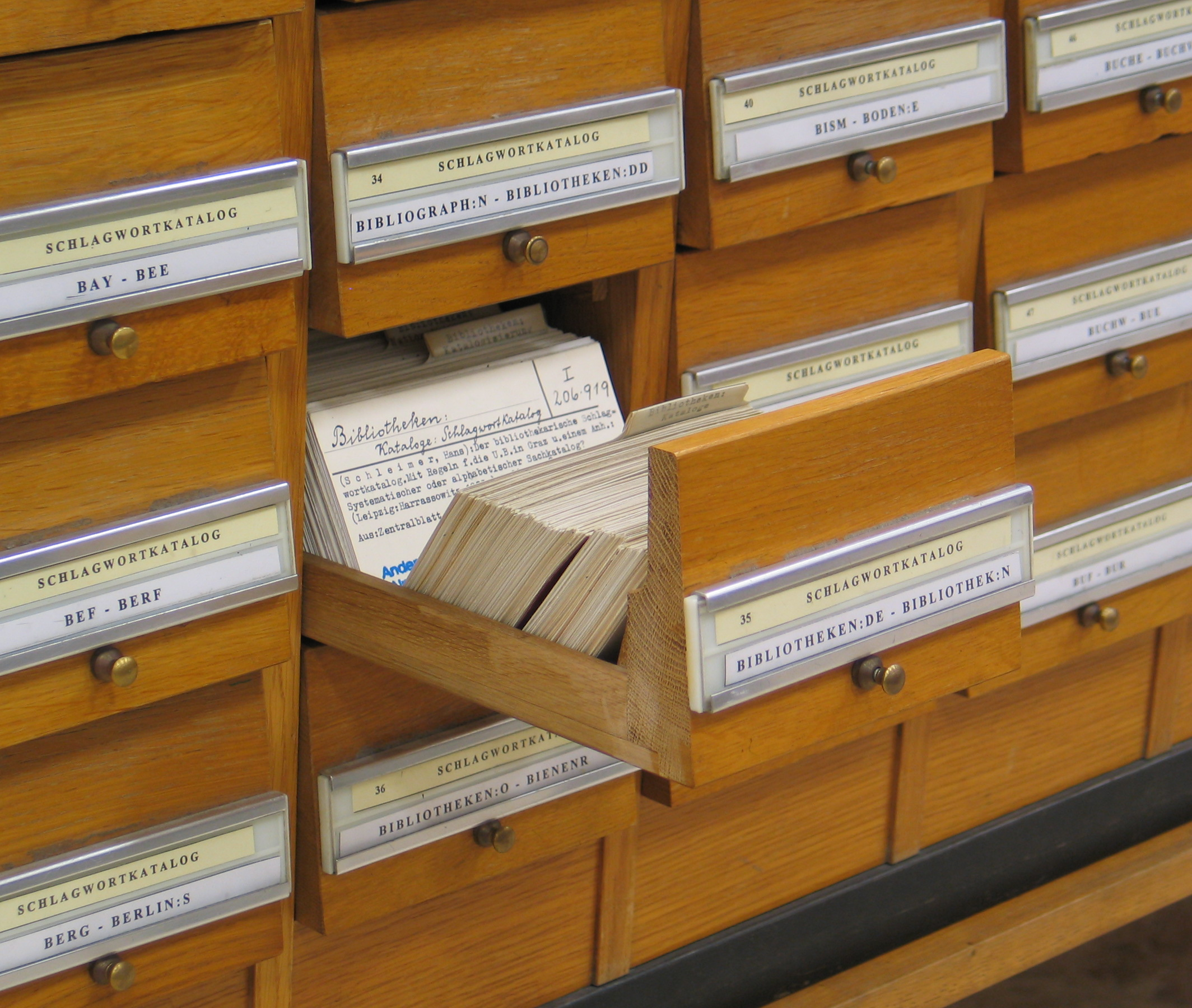
図書目録（カード目録）として使用されている例

なお、日本においては光ディスク収納ジュエルケース用リーフレットを「インデックスカード」と称することがある。また、索引・分類用の仕切紙のことも「インデックスカード」と呼ばれている。 
日本国内での流通している情報カードには"Information Card"と表記されていることがある。
多数の情報カードからなる目録のことをイギリス英語では"card index"と称する。

## 歴史

### 世界

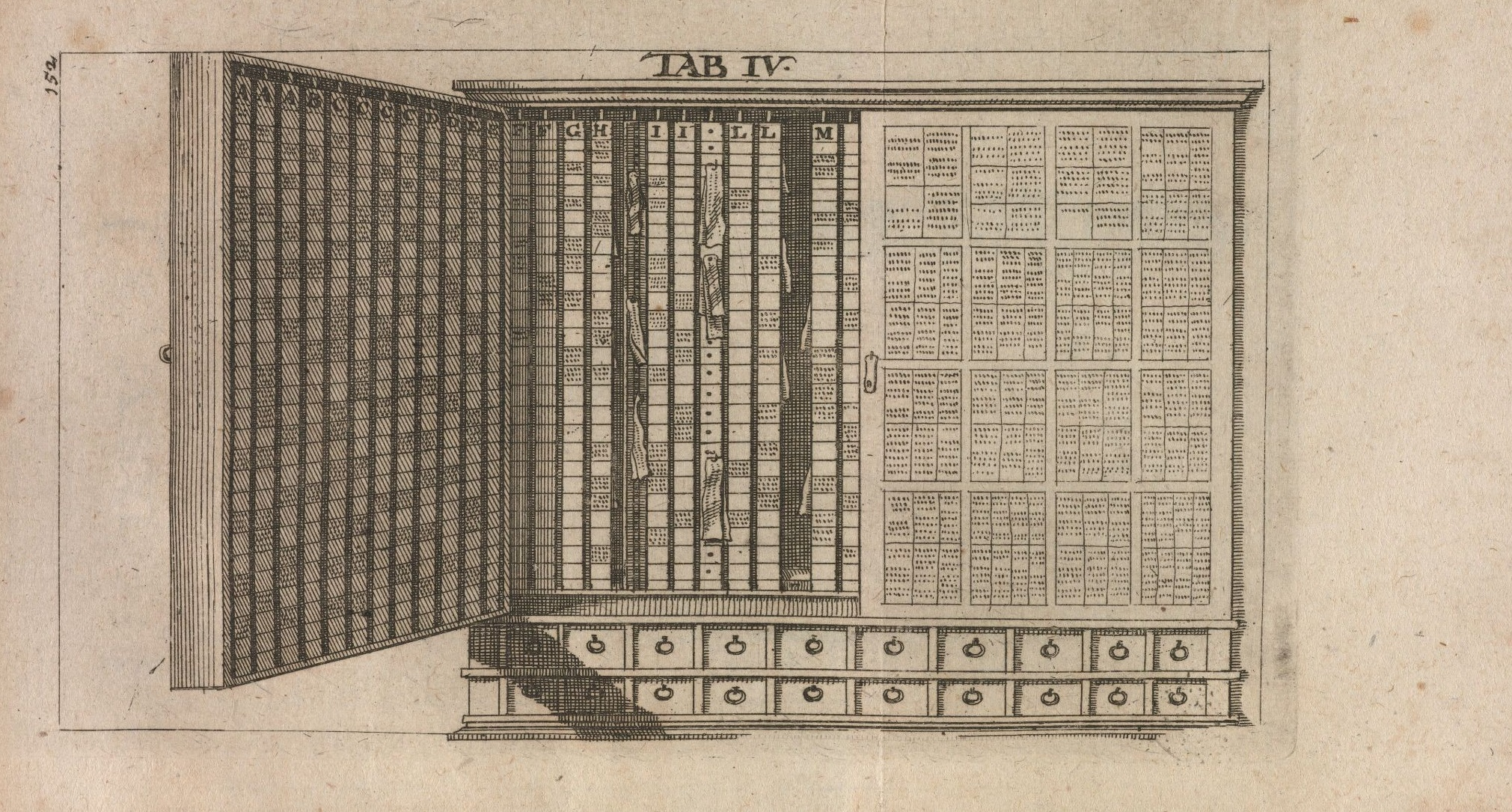
カードキャビネットのイラスト。1689年の書物より。

目録用のカードを発案したのは、近代分類学の父として知られる博物学者、カール・フォン・リンネとされる。彼は、拡張可能かつ容易に再配置出来る方法を必要としており、この発案によりそれまでに作成したカードは内容を含めてそのままに、新たなカードを追加して再編成できるようになった。

### 日本
情報カード自体は研究者らがメモや論文執筆の情報整理に役立てられていたが、1969年に梅棹忠夫が上梓した『知的生産の技術』（岩波新書）でいわゆる京大式カードの様式が紹介され、幅広い人々が用いるようになったとされる。

## 使用法

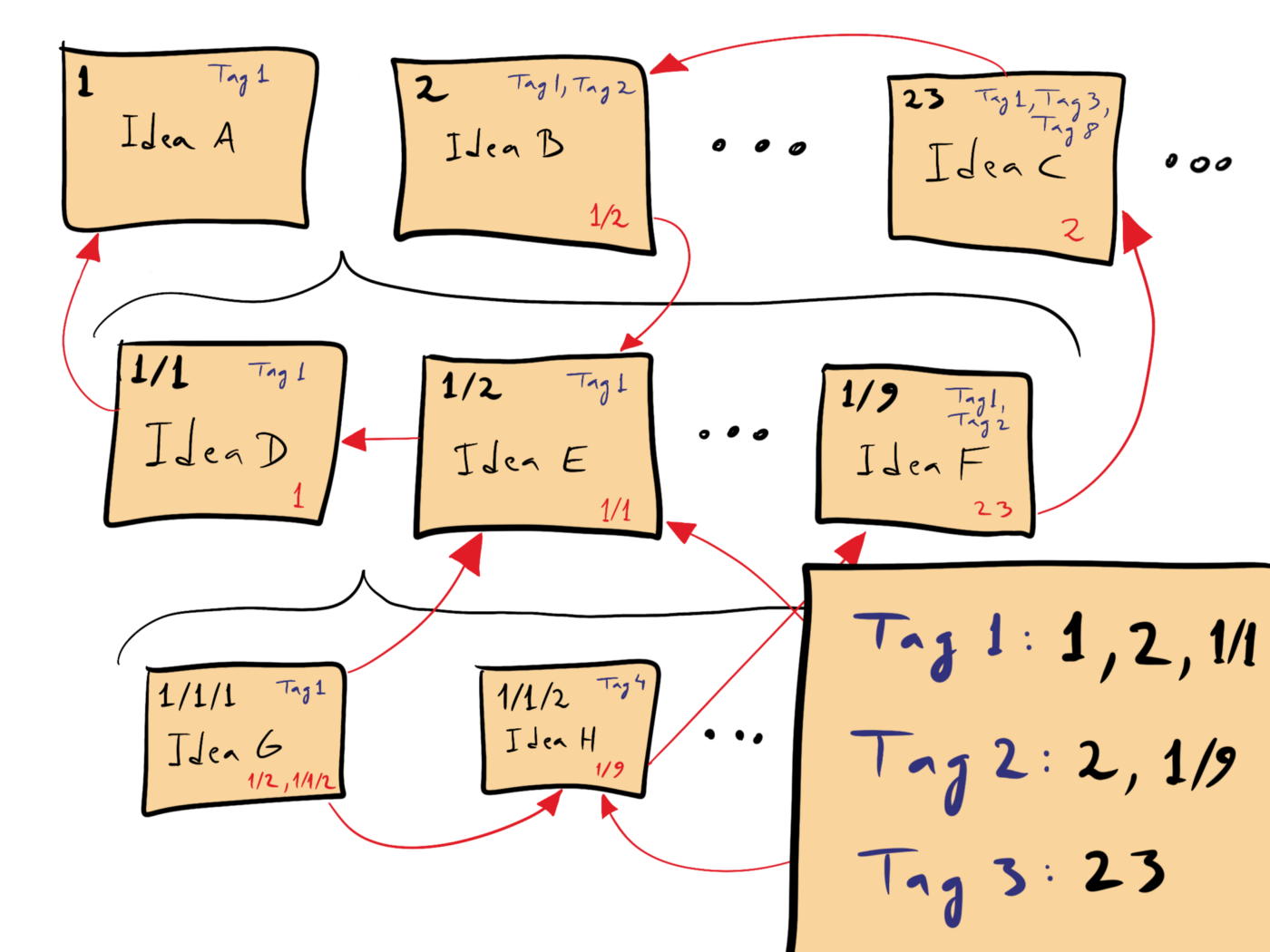
ツェッテルカステンの模式図。カードの左上にIDを振り、右下に関連するカードのIDを記載することで、リンクのように辿れるようになっている。

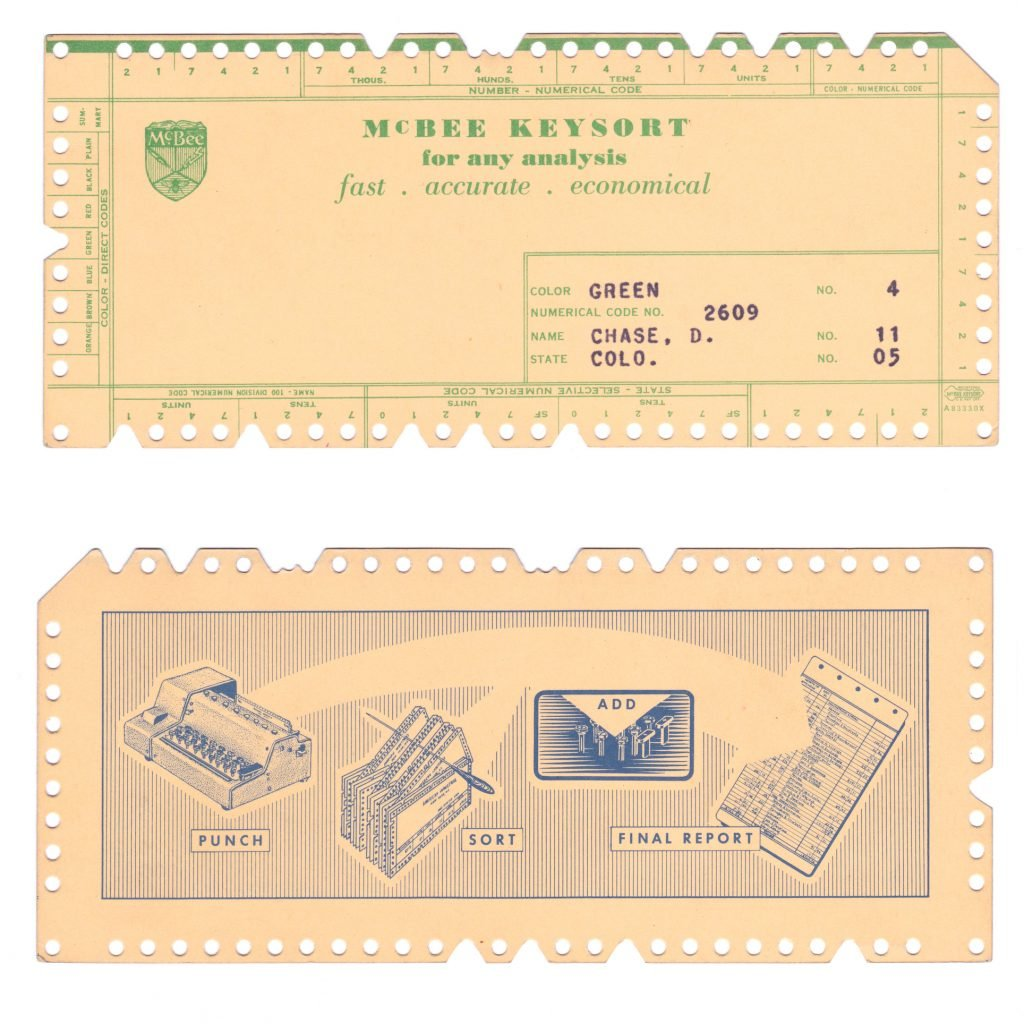
情報カードの一種、エッジノッチドカード。分類に対応する穴に切り欠きを入れておき、カードを重ねて揃えた上で、その穴に棒を通して引き上げることで、分類に対応するカードのみが残る仕組みとなっている。

原則として、検索や分類・整理に支障を来たさないよう、「1項目1枚」「主項目に直接関係する事項だけ」など1枚に書き込む情報量を制限する。また、表裏で別の項目を記載しない。
記入した情報カードは、カード寸法に合った箱にまとめて入れたり、パンチ穴を開けてファイルやリングなどでまとめる。用途によっては分類・並べ替え・整理を行う。
最終的には、定期的または必要に応じて検索したり、読み返したり、カードを机上に並べてカード間の記載内容の関連性を思索するため用いる。

### 使用方式例
- 京大式
- KJ法
- CRCカード
- Hipster PDA
- PoIC
- ツェッテルカステン

## 様式

### 寸法
既製品の代表的な寸法を列挙する。

#### インチ単位
- 3×5 - 3×5in; 76.2×127mm（製造者により、76×127mmや75×125mm）（日本では5"×3"と表記することが多い）
- 4×6 - 4×6in; 101.6×152.4mm
- 5×8 - 5×8in; 127×203.2mm

#### ISO A列
- A6 - 105×148mm
- A7 - 74×105mm

#### JIS B列
- B6 - 128×182mm
- B7 - 91×128mm

#### その他
- 名刺サイズ - 55×91mm; 4号（東京）; 9号（大阪）
- 紙幣サイズ - 160×76mm, 164×76mm

### 罫
既製品の代表的な罫を列挙。用紙方向は横方向が多い。
- 無地
- 横6mm罫
- 横8mm罫
- 5mm方眼(グリッド、セクション)
- 6mm方眼(グリッド、セクション)
- 図書目録用
- 取引先記録用
- 住所録用

## 既製品メーカー
- コクヨS&T
- コレクト
- ライフ
- 全国大学生活協同組合連合会 - 「Campus Card」として販売。
- Esselte - 「AMPAD」「Essentials」「Oxford」等のブランドで販売
- Mead（ACCO Brands社） - 日本では丸善が輸入発売元[4]。